# Hendrik Albertus Brouwer
Hendrik Albertus Brouwer (Medemblik, 20 september 1886 - Bloemendaal, 18 september 1973) was een Nederlands structureel geoloog, petroloog en mineraloog. Brouwer deed onderzoek naar de geologie van Nederlands-Indië, Lapland en Zuid-Spanje en structurele geologie en gebergtevorming in het algemeen.

## Biografie
Brouwer bracht zijn jeugd door in Haarlem, waar zijn vader directeur was van de MULO. Zijn oudere broer L.E.J. Brouwer werd later een bekende wiskundige. Zelf studeerde hij in Delft mijnbouwkunde onder Gustaaf Molengraaff, afgewisseld met een jaar studie in Parijs onder de mineraloog Antoine Lacroix. In 1910 promoveerde hij op onderzoek naar gesteenten uit Zuid-Afrika, hij maakte dat jaar zelf een onderzoeksreis naar dat land.
Vanaf 1910 was Brouwer in dienst van de Dienst van Mijnbouw in Nederlands-Indië. Hij nam deel aan Molengraaffs expeditie naar Timor in 1911. In Indië bracht Brouwer de geologie en delfstoffen van onder andere Timor, Sumatra en de Molukken in kaart. In 1917 keerde hij terug naar Nederland om het jaar erop hoogleraar historische geologie en paleontologie aan de Technische Hogeschool van Delft te worden. Deze leerstoel verwisselde hij in 1928 met het hoogleraarschap geologie en petrologie aan de Universiteit van Amsterdam, dat hij overnam van Eugène Dubois. Onder Dubois was geologie slechts een bijvak geweest, Brouwer was echter aangetrokken om het als hoofdvak te gaan doceren en er werd daartoe een nieuw geologisch instituut ingericht. Brouwer bleef tot zijn emeritaat in 1956 aan dit instituut verbonden.

## Werk
Brouwer deed onderzoek naar structurele geologie en petrologie en de raakvlakken tussen die twee disciplines. Hij organiseerde in zijn Amsterdamse tijd twee expedities naar Nederlands-Indië, de eerste in 1929 naar Celebes en de tweede naar onder andere Timor in 1937. In Europa organiseerde hij voor zijn studenten veldwerken in Lapland, de Betische Cordillera in Zuid-Spanje en op Corsica. In 1924 bewees hij dat in de Betische Cordillera sprake was van een dekbladstapeling.
Onder Brouwers studenten bevonden zich onder andere R.W. van Bemmelen en W.P. de Roever.
- Biografisch Portaal: 88590088
- CiNii: DA08759938
- Gemeinsame Normdatei: 116714867
- International Standard Name Identifier: 0000 0000 8344 8839
- Library of Congress Control Number: no98100283
- Bibliotheek van het Japanse parlement: 00520348
- Nederlandse Thesaurus van Auteursnamen: 067764126
- Système universitaire de documentation: 152062653
- Virtual International Authority File: 78401142
- WorldCat: E39PBJhdcvKcwh6dx6cMxVVQv3